# حمد الدخيل
حمد عبد المنعم صالح الدخيل (6 مارس 1991) لاعب كرة قدم بحريني يلعب حاليا لصالح نادي الدرجة الأولى البحرين البحريني في مركز المهاجم من 2016.

## الإنجازات

### المحرق
- الدرجة الأولى (2): 2011، 2015
- كأس ملك البحرين (4): 2011، 2012، 2013، 2016
- كأس الخليج للأندية (1): 2012

### منتخب البحرين
- كأس الخليج للمنتخبات الأولمبية (1): 2013

## روابط خارجية
- حمد الدخيل على موقع قاعدة بيانات كرة القدم.إي يو (الإنجليزية)
- حمد الدخيل على موقع Soccerway.com (الإنجليزية)